# Denel Dynamics Umbani
El Umbani es un kit de bomba guiada de precisión fabricado por Denel Dynamics en Sudáfrica. Consiste en una serie de módulos instalados en bombas de caída libre de baja resistencia Mk81, Mk82 o Mk83 estándar de la OTAN para convertirlas en bombas planeadoras guiadas.

## Diseño
El kit modular consta de varias unidades que se conectan a una bomba estándar de la serie Mk80. Un sistema de guía y grandes aletas traseras son la forma más básica del sistema; se pueden agregar alas plegables opcionales y un motor de cohete para aumentar el alcance de separación hasta 120 kilómetros (75 millas) o agregar una capacidad de lanzamiento a bajo nivel.
Gama utilizando diferentes configuraciones:
- Kit de bomba estándar - 40 km
- Con kit de alas plegables - 120 km
- Con kit de alas y módulo de alcance extendido (ER) - 200 km[3]

### Orientación
La capacidad del arma para todo clima, día y noche se debe al sistema de guía GPS-INS. Es posible aumentar la precisión a un CEP de 3 m reclamado agregando un sistema de guía terminal de búsqueda de imágenes infrarrojas o láser semiactivo.

## Pruebas y cualificación
El sistema se probó por primera vez en el Atlas Cheetah, más tarde se utilizó un Dassault Mirage F1 de la antigua Fuerza Aérea Sudafricana (SAAF), propiedad de Aerosud, después de que el Cheetah se retirara. El sistema se ha integrado en el avión de entrenamiento de combate BAE Hawk Mk120 de la SAAF. La calificación del Saab JAS 39 Gripen de la SAAF no se consideró debido a los altos costes asociados con la integración en un avión supersónico. En su lugar, los Gripen han sido armados con bombas GBU-12 Paveway II.